# Mapleton, Minnesota
Mapleton là một thành phố thuộc quận Blue Earth, tiểu bang Minnesota, Hoa Kỳ. Năm 2010, dân số của thành phố này là 1756 người.

## Dân số
- Dân số năm 2000: 1678 người.
- Dân số năm 2010: 1756 người.